# Marco Cláudio Marcelo (cônsul em 331 a.C.)
Marco Cláudio Marcelo (em latim: Marcus Claudius Marcellus) foi um político da gente Cláudia da República Romana, eleito cônsul em 331 a.C. com Caio Valério Potito Flaco. Foi também nomeado ditador em 327 a.C.. É a primeira pessoa com este nome que se tem notícia. Marco Cláudio Marcelo, cônsul em 287 a.C, era seu filho.

## Consulado (331 a.C.)
Foi eleito cônsul em 331 a.C. com Caio Valério Potito Flaco. Durante seu mandato, muitos dos cidadãos mais influentes da cidade morreram em uma doença que apresentava sempre os mesmos sintomas. As mortes foram atribuídas a uma conspiração de mulheres: cento e setenta matronas foram condenadas por envenenamento depois que muitas delas se suicidaram. Todas foram condenadas por causa do testemunho de uma escrava.
Para apaziguar os deuses, Cneu Quíncio Capitolino foi nomeado ditador "clavi figendi causa" (para pregar o clavus annalis no Templo de Júpiter Capitolino). Seu mestre da cavalaria foi Caio Valério.

## Ditadura (327 a.C.)
Em 327 a.C., enquanto os cônsules estavam focados nas campanhas da Segunda Guerra Samnita, recém-iniciada, Marco Cláudio foi nomeado ditador "comitiorum habendorum causa" para garantir a realização da assembleia das centúrias. Seu mestre da cavalaria foi Espúrio Postúmio Albino Caudino. A nomeação foi depois invalidada pelos áugures, que a consideraram viciada, um ato que os tribunos da plebe alegaram ter sido motivado pelo fato de Marcelo ser um plebeu. A decisão criou um novo interregno que perdurou até que o 14º interrex, Lúcio Emílio, nomeou cônsules Caio Petélio e Lúcio Papírio Cursor.